# 克里雅人
克里雅人居住在新疆維吾爾自治區塔克拉玛干沙漠东南边缘，是中國的未識別民族（暫時劃分成維吾爾族）、使用維吾爾語。于田县城北部230公里的达里亚博依乡，是克里雅人聚集地，虽处沙漠腹地，而百岁老人众多。今日克里雅人有许多生活习惯与维吾尔族不同。克里雅人目前大約有263户、1300人。

## 歷史
克里雅人從未出现在中國古籍上，最早將克里雅人记载于文字的是瑞典人斯文·赫定和英籍匈牙利人斯坦因。關於克里雅人的族源依然不清楚，一种说法是克里雅人为西藏阿里古格王朝的后裔，为逃避战乱翻越昆仑山进入了新疆；另一说法是克里雅人原来就是这里的沙漠土著民族；第三种说法是克里雅人是2000年前的古楼兰人的一支。

## 文化

### 建築
克里雅人生活在沙漠环境中，特殊的自然环境使这里的牧民居住得非常分散，交通靠马和骆驼。住房是用沙生胡杨木与红柳枝编搭建成的，弯曲的胡杨木并排竖插在地里做支柱，红柳编织成墙体，房顶铺以较厚的芦苇。在略高起地面约一尺的土沙垒成的台地上，铺着羊毛毡或者地毯，这就是他们的床了。每户人家都在地上挖一个几十公分见方的火坑，用来取暖和烧烤美食。

### 婚俗
克里雅人家里有喜事，主人家必须提前20天甚至一个月，骑着毛驴，一户传一户将信息带給所有親人克里雅人的婚礼。